# Martín Palermo
Martín Palermo (La Plata, 7 de novembre de 1973) futbolista argentí. Juga de davanter centre i el seu actual club és Boca Juniors de la primera divisió argentina. A 2010 es va convertir en el màxim golejador històric del club i el vuitè de la història del futbol argentí.

## Biografia
Martín Palermo va debutar a primera divisió argentina amb el Club Estudiantes de La Plata el 5 de juliol del 1992, amb 18 anys, en l'empat sense gols enfront San Lorenzo de Almagro, no obstant això, li va costar molt aconseguir un lloc en el primer equip, no aconseguint el seu primer gol fins al 22 de maig del 1993 contra el San Martín de Tucumán.
L'any 1995 Palermo no figurava en els plans del director tècnic Miguel Ángel Russo i va estar a punt de marxar cedit precisament al San Martín de Tucumán, això no obstant, finalment continuà a Estudiantes i, després d'un canvi de director tècnic, Palermo es convertí en peça clau del seu equip, fet que propicià que l'any 1997 fitxés pel poderós Boca Juniors. Palermo va disputar 90 partits a primera divisió amb Estudiantes, marcant 34 gols.
Sota la disciplina de Boca Juniors, Palermo es convertí en titular indiscutible i en una de les millors duples atacants junt a Guillermo Barros Schelotto. Sota la direcció de Carlos Bianchi, Palermo conquista amb l'equip xenize el Torneig Apertura de 1998 i 2000, així com el Torneig Clausura de 1999. Internacionalment conquista la Copa Libertadores del 2000 i la Copa Intercontinental d'aquell mateix any.
Després de triomfar a l'Argentina, Palermo decideix provar sort a Europa i l'any 2001 fitxa pel Vila-real Club de Futbol on malgrat marcar assíduament, no acabà de brillar, demostrant-se força irregular, alhora que sofrí una greu lesió. L'any 2003 fou transferit al Reial Betis on jugà molt pocs partits i tan sols anotà un gol. També jugà brument a les files del Deportivo Alavés.
Després del seu fallit pas per Europa, l'any 2004 decideix retornar al Boca Juniors, on ràpidament recupera el seu rol de golejador i peça clau de l'equip. En la seva segona etapa xenize, a nivell nacional conquista el Torneig Apertura de 2005 i 2008, així com el Torneig Clausura de 2006, mentre que a nivell internacional torna a conquistar una Copa Libertadores l'any 2007, així com Copa Sud-americana de 2004 i 2005 i la Recopa Sud-americana de 2005, 2006 i 2008.
Palermo es retirà oficialment del futbol el 18 de juny de 2011, en un partit que finalitzà 2–2 enfront Gimnasia de La Plata. Donà una assistència de cap en el segon gol de Boca en el darrer minut del partit.

## Palmarès
- 1 Copa Intercontinental: 2000
- 2 Copa Libertadores: 2000 i 2007
- 2 Copa Sud-americana: 2004 i 2005
- 3 Recopa Sud-americana: 2005, 2006 i 2008
- 4 Torneig Apertura: 1998, 2000, 2005 i 2008
- 2 Torneig Clausura: 1999 i 2006
- Màxim golejador del campionat argentí de futbol: 1998 Apertura, 2007 Clausura